# سلطان زین‌العابدین
مجاهدالدین زین‌العابدین علی بن شاه‌شجاع (جلوس ۷۸۶ ه‍.ق (۱۳۸۴ م.) - عزل ۷۸۹ (۱۳۸۷) 
زین العابدین فرزند شاه شجاع پس از درگذشت پدر و بنا بر وصیت او بر تخت نشست اما یزد همچنان در دست شاه یحیی و کرمان در دست عمادالدین احمد بود. دوران کوتاه فرمانروایی او در مجادله با شاهزادگان مظفری سپری شد. هنگامی که امیر تیمور به سرعت ایالت‌های ایران را یکی پس از دیگری تسخیر می‌کرد، آل مظفر، سرگرم زد و خورد داخلی و خانوادگی بودند. چون زین‌العابدین در جایگاه پادشاهی نشست، شاه یحیی با سپاهیان خود از یزد عازم تسخیر شیراز شد. لیکن با زین‌العابدین که برای مقابله با او از شیراز بیرون آمده بود، صلح و سازش نمود. 
سلطان زین‌العابدین پس از آسوده شدن از سوی شاه یحیی، برای مدتی در آرامش و امنیت بر فارس حکمروایی کرد و چون مردی خوش خلق و مهربان و آسان‌گیر بود، و با تودهٔ مردم با رأفت برخورد می‌کرد، اغلب مردمان خواستار او بودند. زین‌العابدین، امیر سُیورغَتمِش را که زندانی شاه شجاع بود، از بند آزاد کرد و به کرمان فرستاد تا به تدریج زمینه چیرگی او را بر کرمان فراهم آورد. پس از ورود وی به آنجا، اوغانی‌ها به وی پیوستند. چون عمادالدین احمد از این موضوع آگاه شد، روی به جنگ سیورغتمش آورد. سیورغتمش که بر انبوهی لشکر کرمان آگاهی یافت، به سوی گرمسیر کرمان عقب‌نشینی کرد و از آنجا فرستاده‌ای نزد زین‌العابدین روانه کرد و از او یاری خواست. اما با وجود یاری زین‌العابدین، سیورغتمش در جنگ شکست خورد و به هلاکت رسید ۷۸۷ ه‍.ق / ۱۳۸۵ م.
امیر تیمور که در شوال ۷۸۹ ه‍.ق/ اکتبر ۱۳۸۷ م. آذربایجان را گشوده و در آنجا به سر می‌برد، سفیری نزد سلطان زین‌العابدین به شیراز فرستاد و او را نزد خود خواند، تا پس از دیدار با وی، بار دیگر او را به فرمانروایی فارس منسوب نماید. اما زین‌العابدین نپذیرفت و به فرستاده امیر تیمور اجازه بازگشت نداد. چون تیمور از این امر آگاه شد، زین‌العابدین که یارای رو در رویی با امیر تیمور را در خود نمی‌دید، شیراز را رها کرد و به شوشتر رفت. تیمور به اصفهان رسید و به بهانه‌ای، گروهی بسیار از مردم شهر را از دم تیغ گذراند و پس از آن به شیراز رفت. در آن شهر، عمادالدین احمد از کرمان و شاه یحیی از یزد به خدمت او رسیدند لیکن چون در همین ایام خبر شورش سمرقند به تیمور رسید، کرمان را به سلطان عمادالدین احمد و فارس را به شاه یحیی سپرد خود در اوایل ۷۹۰ ق/ ۱۳۸۸ م راهی ماوراءالنهر شد. از سوی دیگر، چون زین‌العابدین به شوشتر رسید، شاه منصور در بیرون شهر اقامتگاهی برای او فراهم کرد. چندی نگذشت که شاه منصور، زین‌العابدین را با سرداران لشکرش به میهمانی دعوت کرد و چون همگی در مجلس حاضر شدند، آنان را دستگیر و زندانی ساخت و لشکر شیراز را با خود همداستان کرد و رهسپار آن دیار شد. زین‌العابدین با تبانی با زندانبان خود، از بند رست و به اصفهان رفت. در آن شهر سپاهی گرد آورد و راهی شیراز شد تا شاه منصور را که شیراز را تسخیر و بر تخت شاهی مظفریان نشسته بود، سرکوب نماید. در نبردی که میان دو سپاه درگرفت، زین‌العابدین شکست خورد و به اصفهان بازگشت. در اوایل ۷۹۳ ق/ ۱۳۹۰ م، شاه منصور به اصفهان شتافت. زین‌العابدین که یارای مقاومت نداشت، از برابر او گریخت و آهنگ خراسان کرد. منصور به تعقیب او رفت و در میان راه، کاشان را به تصرف در آورد. چون سلطان زین‌العابدین به ری رسید، موسی جوکار که فرمانروای ری بود، او را دستگیر و نزد شاه منصور فرستاد. زین‌العابدین بنا به روش مرسوم مظفریان به دستور شاه منصور نابینا و به اصفهان فرستاده شد.